# غلوبيولين درقي
تيروغلوبولين (بالإنجليزية: Thyroglobulin)‏ هو بروتين يصنع في خلايا الغدة الدرقية (و يتراوح المعدل الطبيعي من 5 إلى 25 ميكروغراماً في الليتر الواحد من الدم)، وظيفته التقاط معدن اليود من أجل إنتاج الهورمونات الدرقية.

## زيادة افرازات التيروغلوبولين
كمية التيروغلوبولين ترتفع في الحالات الآتية:
- فرط نشاط الغدة الدرقية.
- التهاب الغدة الدرقية.
- سرطان الغدة الدرقية الناكس.

## اضمحلال افرازات التيروغلوبولين
تقل كمية التيروغلوبولين في الحالات الآتية:
- غياب الغدة الدرقية لأسباب خلقية.
- خمول الغدة الدرقية.